# Sony Xperia 10 II
Sony Xperia 10 II — це Android смартфон середнього класу виробництва Sony Mobile. Як частина серії Xperia від Sony, він був представлений разом із Xperia 1 II 24 лютого 2020 року.

## Дизайн
Xperia 10 II має пластикову рамку та скло Corning Gorilla Glass 6 для екрану та задньої панелі. Фронтальна камера, індикатор сповіщень і різні датчики розміщені у верхній панелі. Кнопка живлення/датчик відбитків пальців і регулятор гучності розташовані на правій стороні пристрою, а 3,5-мм роз'єм для навушників — у верхній частині. Задні камери розташовані у верхньому лівому куті телефону, а зверху — світлодіодний спалах. Нижній край містить основний мікрофон і спрямований вниз динамік поруч із портом USB-C. Він має рейтинг IP65/IP68, захищений від пилу та води до 1,5 метра протягом 30 хвилин. Під час запуску були показані варіанти чорного та білого кольорів; Пізніше в травні були представлені кольори Mint Green і Berry Blue.

## Технічні характеристики

### Апаратне забезпечення
Пристрій оснащений процесором Qualcomm Snapdragon 665 і графічним процесором Adreno 610. Він доступний з 4 ГБ оперативної пам'яті та 128 ГБ пам'яті. Розширення карти MicroSD підтримується до 1 ТБ за допомогою однієї або гібридної двох SIM-карт. Дисплей такого ж розміру та роздільної здатності, що й 10, із 6-дюймовим (150 мм) 21:9 1080p (1080 × 2520) дисплеєм, що призводить до щільність пікселів 457 ppi, проте замість IPS LCD-панелі, використовується OLED. 10 II має акумулятор ємністю 3600 мА·г, який можна заряджати до 18 Вт через роз'єм USB-C. На задній панелі є потрійна камера з основним датчиком на 12 Мп з PDAF, телеоб'єктивом на 8 Мп і надшироким датчиком на 8 Мп. Фронтальна камера оснащена сенсором на 8 Мп.

### Програмне забезпечення
З моменту випуску Xperia 10 II працював на Android 10. Він має панель швидкого доступу Side Sense збоку на дисплеї телефону для запуску меню ярликів до програм і функцій, починаючи з Xperia XZ3, тепер з додаванням віджета для керування програмою для навушників Sony. 28 січня 2021 року, Sony почала поширювати оновлення Android 11 для Xperia 10 II у регіонах Південно-Східній Азії. Номер прошивки 51.1.A.0.485 має розмір 994 МБ. Крім стандартних нововведень Android 11, оновлення приносить оновлення безпеки за грудень 2020 року. 14 березня на офіційній сторінці в Sony Xperia в Instagram, що випустить оновлення до Android 12 як для Xperia 10 II, так і для новішого 10 III.